# Мале Содомово (Воскресенський район)
Мале Содомово (рос. Малое Содомово) — присілок в Воскресенському районі Нижньогородської області Російської Федерації.
Населення становить 66 осіб. Входить до складу муніципального утворення Воздвиженська сільрада.

## Історія
Від 2009 року входить до складу муніципального утворення Воздвиженська сільрада.

## Населення
| 1999 | 2002 | 2010 |
| ---- | ---- | ---- |
| 123  | ↘109 | ↘66  |